# CD1
CD1 (сокращение от Кластер Дифференцировки / Cluster of Differentiation 1) — семейство трансмембранных гликопротеинов I типа суперсемейства иммуноглобулинов, экспрессирующихся на поверхности эпителиальных клеток (кишечника), В-лимфоцитов, миелоидных дендритных клеток, кортикальных тимоцитах, клетках Лангерганса. Играют существенную роль в презентации липидных антигенов. Участвуют в гуморальном иммунном ответе организма в патогенезе онко- и аутоиммунных заболеваний. Синтезируя гидрофобные пептиды, CD1 соотносят распознавание Т-лимфоцитами липидных и гликолипидных антигенов. Т-лимфоциты (Т-киллеры) распознают антиген с лигандом CD1.
По сравнению с другими белками главного комплекса гистосовместимости, CD1 обладает минимальным аллельным разнообразием в результате единичных нетипичных полиморфизмов (SNP).

## См.также
- Кластер дифференцировки